# Tora Torbergsdatter
Tora Torbergsdatter (in norreno Þóra Þorbergsdóttir; Giske, 1025 – dopo il 1066) fu la moglie di Harald III di Norvegia e la madre di due re di Norvegia.
È possibile, ma non confermato, che fosse poi diventata anche regina di Danimarca o Svezia.

## Biografia
Tora Torbergsdatter nacque a Giske nella contea di Møre og Romsdal, in Norvegia. Apparteneva ai Giskeætten, una potente famiglia di Giske nel Sunnmøre. Era figlia di Torberg Arnesson di Giske (ca. 1000–1050) e di sua moglie Ragnhild Erlingsdatter (992); i suoi nonni materni erano Erling Skjalgsson e Astrid Eiriksdatter, mentre gli zii paterni di Tora erano Finn Arnesson e Kalv Arnesson.
Tora sposò il re Harald III di Norvegia nel 1048. Le ragioni del matrimonio sono verosimilmente politiche e legate alla costruzione di alleanze. I capi della famiglia Giske hanno sempre svolto un ruolo chiave nella politica di potere norvegese, e la relazione tra Tora e Harald creò forti legami con la famiglia reale. Tora divenne la madre di due re: Olaf il Pacifico e Magnus II.
In precedenza, nell'inverno tra 1043 e 1044, il re Harald aveva sposato Elisabetta di Kiev; tuttavia questo matrimonio è documentato solo dal poeta di corte Stuv den Blinde (Stúfr inn Blindi Þórðarson Kattar) e non ci sono documenti che attestino la permanenza di Elisabetta in Norvegia, probabilmente perché rimase nella Rus' o perché morì durante il viaggio verso la Norvegia. Tuttavia, ciò significherebbe che le figlie di Harald, Ingegerd e Maria, a lei attribuite, dovevano essere di Tora; questo non è considerato probabile, poiché Maria era fidanzata con Eystein Orre, che sarebbe stato suo zio se fosse stata la figlia di Tora. È quindi plausibile che Tora fosse la concubina di Harald.
Nel 1066, Harald invase l'Inghilterra e morì in battaglia. Secondo la tradizione e la leggenda, Elisabetta e le sue figlie seguirono Harald in Inghilterra, dove Maria morì alla notizia della morte del padre. Successivamente, Elisabetta e l'altra figlia Ingegerd tornarono in Norvegia con la flotta, dopo aver soggiornato per un periodo alle isole Orcadi. Invece, la più antica delle saghe afferma che fu Tora e non Elisabetta ad accompagnare Harald in Inghilterra, il che è considerato più probabile, poiché era la cugina del conte delle Orcadi, Thorfinn Sigurdsson.
Adamo di Brema riporta che la madre vedova del re Olaf il Pacifico si risposò con il re Sweyn II di Danimarca o con un re svedese senza nome (forse re Haakon di Svezia). Tuttavia, oltre a essere un'informazione non suffragata da altre fonti, è ignoto se s'intendesse la vera madre di Olaf, ovvero Tora, o la sua matrigna, cioè Elisabetta.